# Мюллер, Кристиан Готлиб
Кристиан Готлиб Мюллер (нем. Christian Gottlieb Müller; 6 февраля 1800, Нидеродервитц — 29 июня 1863, Альтенбург) — немецкий скрипач, композитор, дирижёр. Отец Рихарда Мюллера.
Сын ткача. С детских лет зарабатывал деньги танцами на деревенских праздниках. Затем учился игре на скрипке, кларнете и других инструментах в Циттау и Вурцене и уже в завершение своего музыкального образования совершенствовался как скрипач под руководством Луи Шпора и изучал композицию у Карла Марии фон Вебера.
В 1824 г. обосновался в Лейпциге. Основал музыкальное общество «Эвтерпа», добившееся определённой известности симфоническими и камерными концертами, играл также на скрипке в Оркестре Гевандхауса. В 1828 г. стал первым учителем гармонии 15-летнего Рихарда Вагнера. 15 декабря 1832 г. под управлением Мюллера прозвучала премьера юношеской Симфонии до мажор Вагнера. Среди сочинений Мюллера лейпцигского периода наиболее долгосрочный успех выпал на долю концертино для бас-тромбона с оркестром (1832); Третья симфония Мюллера (1835) была встречена одобрительной рецензией Роберта Шумана.
В 1838 г. занял пост музикдиректора герцогства Саксен-Альтенбург, продолжая спорадически гастролировать в Лейпциге как дирижёр. К альтенбургскому периоду относятся наиболее масштабные сочинения Мюллера: оперы «Рюбецаль» (1840) и «Олеандо» (1859), оратория «Христос на кресте» (нем. Christus am Kreuze; 1853).